# Литвинов-Мосальский, Андрей Фёдорович Кукорека
Князь Андрей Фёдорович Литвинов-Мосальский по прозванию Кукорека (ум. 1664) — воевода, наместник, кравчий и окольничий в Смутное время и во времена правления Михаила Фёдоровича и Алексея Михайловича.
Из княжеского рода Литвиновы-Мосальские. Младший сын князя и воеводы Фёдора Ивановича Литвинова-Мосальского. Имел старшего брата князя Василия Фёдоровича Литвинова-Мосальского. Его родная сестра княжна Ульяна Фёдоровна (ум. 23.10.1649, погребена в Новоспасском монастыре) была замужем за царским родственником, родным дядей царя Михаила Фёдоровича — бояриным Иваном Никитичем Романовым и являлась матерью последнего боярина из этой фамилии — Никиты Ивановича Романова, что возвысило князя Андрея Фёдоровича по службе.

## Биография

### Служба в Смутное время
Присягнул Лжедмитрию I и 8 мая 1606 года участвовал в чине свадьбы Лжедмитрия I с Мариной Мнишек, ходил перед ними с окольничими и был двенадцатым мовником в бане: Лета 7114 Мая в 8 день женился рострига на Маринке, а венчал его в Пречистой соборной церкви патриарх Игнатей. В поезду были дворяне московские: …князь Иван Данилович Мосальской … А у подклети сидели бояре: А. Нагой, да князь Володимер Васильевич Кольцов-Мосальской … А в мыльню ходили: князь Василий да князь Андрей Федоровичи Литвиновы-Мосальские«.
Был на службе у Лжедмитрия II и 14 марта 1609 года из Тушинского стана, в письме к гетману Сапеге, свидетельствует верность свою королю Сигизмунду III и просит милостей.
5 декабря 1610 года пожалован королём Сигизмундом III в »кравчие с путём, а путь дан Гороховец", пожалован поместьем в Муромском уезде. По челобитью боярина и дворецкого князя Василия Михайловича Рубца Мосальского с братией и племянниками, расписался на грамоте королю Сигизмунду III с просьбой утвердить за ними их прежнюю вотчину — город Мосальск с волостями, на что 5 декабря 1610 года получают подтвердительную грамоту.
В 1611 году отослан от московских бояр-правителей, бить челом королю Сигизмунду III, чтобы тот шёл к Москве. В этом же году показан в московских дворянах, а в Боярском списке этого года записан стольником.

### Служба Михаилу Фёдоровичу
18 сентября 1613 года указано быть ему при приёме кизылбашских послов «в рындах в белом платье», услышав о данном назначении князь Андрей Мосальский и Иван Чепчугов с Государева двора сбежали и на их розыск неоднократно посланы гонцы. После разбора дела последовала резолюция: «А князя Андрея Мосальского, указал Государь, бить батогами в Разряде, а за то что Государева указу не послушился».
9 марта 1624 года стольник, указано ему быть в Украинном разряде, воеводою Сторожевого полка на Крапивне. 18 сентября 1624 года на свадьбе государя Михаила Фёдоровича с княжной Марией Владимировной Долгоруковой был тридцать пятым в свадебном поезде.
17 мая 1625 года на отпуске кизылбашских послов «сидел в золоте».
18 марта 1627 года из стольников, пожалован в московские дворяне.
В 1628 году участвовал в приёме кизылбашских послов.
В 1631 году разбирал в Путивле дворян и детей боярских для службы.
В 1632 году первый воевода в Путивле, где годом позже руководил успешной обороной города, осаждённого крупным польско-запорожским войском. За путивльскую службу подал Государю челобитную, в которой просил вознаграждения и получил «шубу, атлас золотой в 110 рублей и кубок».
23 сентября 1634 года присутствовал на первой (малой) встрече турецкого посла. В том же году упомянут на службе в Можайске, но в какой должности не показано.
В 1635 году, в январе встречал на первой встрече в Золотой палате турецкого посла, а 25 июля, на именины царевны Анны Михайловны пожалован в окольничии, а сказывал окольничество думный дьяк И. А. Гавренёв, в тот же день приглашён к столу Государя, на обеде присутствовал патриарх Иосиф.
В 1635—1643 годах первый судья, возглавлял Пушкарский приказ. С этого времени неоднократно приглашался к царскому столу и столу патриарха.
В сентябре 1637 года ездил с Государём в Троице-Сергиев монастырь, село Воздвиженское и Новодевичий монастырь.
В июне 1638 года ездил перех Государём для установки станов во время царской богомольной поездки в Троице-Сергиев монастырь.
В 1639 году назначен третьим воеводой в Туле для охранения от прихода крымцев и нагайцев, но на службу не поехал по болезни. 15 января 1639 года дневал и ночевал у гроба царевича Ивана Михайловича. 3 февраля 1639 года указано ему быть на Туле и Мценске судить.
В 1640 году второй воевода в Туле по «крымским и ногайским вестям». 9 апреля 1640 года упомянут окольничим и участвует в приёме литовских послов. 17 июня и 22 августа 1641 года участвует в приёме датских послов.
В отсутствие Государя оставался в Москве, с другими воеводами, для её бережения (сентябрь 1641, июль 1642 и 1652). 29 декабря 1642 года присутствовал при приёме кизылбашских послов. 27 марта 1642 года на церемонии шествия патриарха Иосифа на ослятине, ходил от Государя в Крестовую палату, звать патриарха к Государеву столу, сам присутствовал за столом и вёл патриаршего осла за середину повода.
В 1643 году в июле представлял Государю датского гонца, а потом послан на Валуйки для размена пленными и послами. В этом же году руководил Сыскным приказом.
В 1645 году наместник в Ржеве, а в декабре был вторым в ответе с турецкими послами.

### Служба Алексею Михайловичу
В 1646 году окольничий и второй воевода в Туле. В том же году по крымским вестям велено идти из Мценска на сход с князем Прозоровским, но заместничал и не пошёл.
В 1646—1649 годах второй воевода в Астрахани.
16 мая 1654 году при походе Государя к Вязьме, послан с боярами вперёд. В этом же году третий воевода в Большом полку во время государева похода 1654 года в Литву.
В 1655 году участник государева похода к Смоленску и далее. Многократно приглашался к столу Государя.
В ноябре 1659 года за службы пожалован шубой, серебряным кубком и придачей к его окладу 70 рублей.
В сентябре 1660 года, на время богомольной государевой поездки в Троице-Сергиев монастырь оставлен вторым ведать Москву.
В 1664 году присутствовал на смотре у Государя за «Семёновским двором» для службы против Речи Посполитой.
Умер в 1664 году не оставив сына, на нём пресекся род князей Литвиновых-Мосальских.
Владел поместьями и вотчинами в Вологодском, Владимирском, Коломенском, Муромском, Московском уездах.

## Семья
Жена - княгиня Анна.
Дочь - девица, княжна Марья, скончалась в юности.
Дочь Евдокия Андреевна (ум. после 1683) вышла замуж за князя Фёдора Фёдоровича Куракина.

## Критика
Князь Андрей Фёдорович по Боярским книгам указан — в чине окольничего (1629), в этом же году указан московским дворянином, стряпчий (1635) и в этом же году окольничий (1635—1658).